# Aloe schliebenii
Aloe schliebenii é uma espécie de liliopsida do gênero Aloe, pertencente à família Asphodelaceae.